# Far Rockaway–Avenida Mott (línea Rockaway)
Far Rockaway–Avenida Mott es una estación en la línea Rockaway del metro de la ciudad de Nueva York. Es la estación más occidental del metro de Nueva York. La estación fue construida en un viaducto de concreto. Es la estación del tren que opera todo el tiempo del servicio A. Las puertas de la plataformas conllevan a unas escaleras con dirección al exterior donde se encuentra la zona de control de tarifas. Las vías anteriores con conexión a la estación Far Rockaway de la LIRR fue removida, y transferida a otro lugar.

## Conexiones de autobuses
MTA Bus

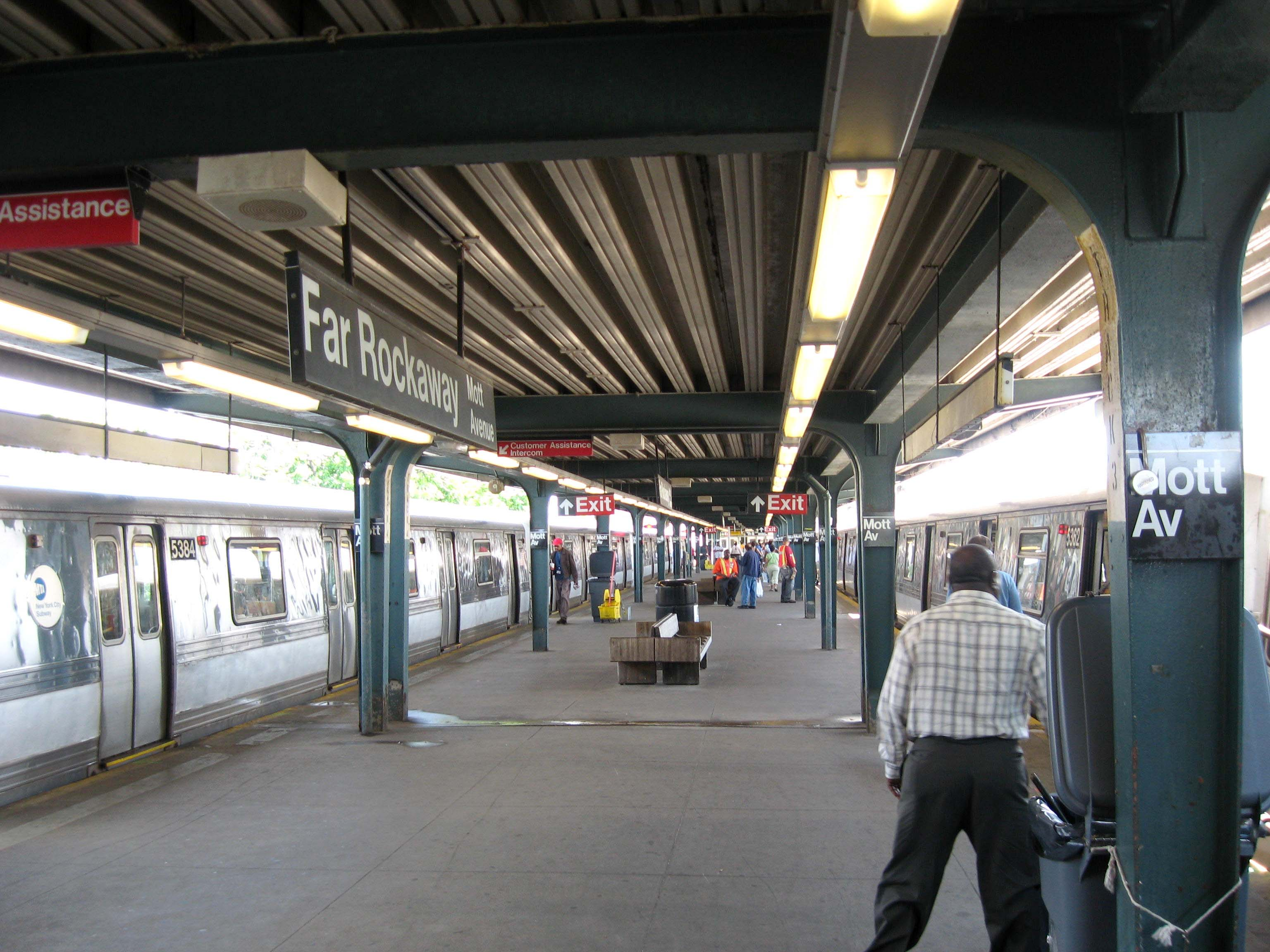
En la plataforma.

- Q22 hacia Transbordador Rockaway o Roxbury/Playa Calle 169
- Q113 hacia Jamaica
- Q114 hacia Jamaica
- QM17 hacia Midtown

NICE Bus
- N31 hacia Hempstead
- N32 hacia Hempstead
- N33 hacia Long Beach